# Lista Otto
La lista Otto es el nombre que se le dio a un documento de 12 páginas titulado «Obras retiradas de la venta por las editoriales o prohibidos por las autoridades alemanas», publicado el 28 de septiembre de 1940, que recopila los libros prohibidos en Francia durante la Ocupación.

## Las tres listas Otto
La primera lista Otto, cuyo nombre hace referencia al embajador de Alemania en París, Otto Abetz, recoge el principio de la primera lista de obras prohibidas por las autoridades alemanas, la lista Bernhard, que censura 143 libros políticos. A diferencia de la lista Bernhard que fue elaborada en Berlín (y puesta en aplicación a finales de agosto de 1940 en París), la lista Otto, difundida por el Departamento Nazi de Propaganda en Francia, es establecida con la colaboración del Sindicato nacional de los editores franceses. Fue Henri Filipacchi, jefe del servicio de las librerías Hachette, quien redactó la versión inicial después de consultar los editores.
La primera lista Otto  publicada en septiembre de 1940 comporta 1060 libros entre los cuales Mein Kampf· y ensayos que critican Alemania o el racismo como los del general Mordacq, de Edmond Vermeil, Pierre Chaillet o de Hermann Rauschning, y también de autores judíos como, comunistas o de oponentes al nazismo como Heinrich Heine, Thomas Mann, Stefan Zweig, Max Jacob, Joseph Kessel, Sigmund Freud, Carl Gustav Jung, Julien Benda, Léon Blum, Karl Marx, León Trotski, Louis Aragon, etc.
Tras la ruptura del pacto Germano-Soviético en junio de 1941, otras obras marxistas fueron añadidas a la lista. En julio de 1941, se añaden autores británicos y norteamericanos. 
La segunda lista Otto, de 15 páginas, aparece el 8 de julio de 1942. Cuenta con 1170 libros prohibidos: obras consideradas como antialemanas, de escritores judíos o consagrados a los judíos, libros comunistas, traducciones de autores polacos e ingleses.
Una tercera lista de «obras literarias francesas no deseables» es publicada el 10 de mayo de 1943, completada en anexo con una lista de 739 «escritores judíos de lengua francesa».

### Aplicación
La lista Otto fue aplicada en todas las librerías, editoriales y bibliotecas de la zona ocupada. A partir de su difusión, operaciones policiales resultan en la incautación de 713382 libros. Estos son llevados a un almacén situado en la avenida de la Grande-Armée de París, antes de ser destruidos.
El mismo día que se difundió la lista Otto, las autoridades alemanas firman con el Sindicato de los editores una « convención de censura » concerniente los nuevos libros que define las nuevas reglas en materia de censura. El respeto de esa « convención » permite a los editores franceses continuar su actividad a cambio de la aplicación de prohibición de los libros que figuran en la lista Otto.
La lista Otto también será aplicada unos meses más tarde en la zona libre bajo la iniciativa del régimen de Vichy. En las escuelas y las bibliotecas, los representantes del gobierno y los alcaldes están encargados de hacerla respetar bajo la autoridad del ministro de Educación y del director de la Enseñanza superior.